# Лисенко, Конон Иванович
Конон Иванович Лисенко (16 [28] января 1836, Курск — 16 [29] июля 1903, Курск) — русский учёный-горный инженер, химик-технолог, профессор по кафедре химии в Петербургском горном институте.

## Биография
Родился 16 (28) января 1837 года на Урале, в Златоусте, в семье управителя Златоустовской заводской конторы майора корпуса горных инженеров И. Р. Лисѳнко.
В 1856 году окончил Институт корпуса горных инженеров в Санкт-Петербурге.
Во время учёбы работал в Горном департаменте и на Монетном дворе, затем обучался за границей — в Гейдельбергском университете в Германии (1860) и в Высшей нормальной школе в Париже (1861).
С 1862 года преподавал в Горном институте. В 1867 получил звание профессор, а в 1888 — заслуженный профессор.
В 1869—1873 годах — редактор «Горного журнала».
16 (28) августа 1891 года вышел на пенсию.
Читал лекции в Институте гражданских инженеров
Учениками Лисенко были химики: В. Ф. Алексеев, Н. С. Курнаков и И. Ф. Шредер.
Скончался 16 (29) июля 1903 года в Курске, 19 июля (1 августа) 1903 его тело было перевезено в Санкт-Петербург, а 19 июля (1 августа) 1903, после панихиды в церкви Горного института, погребено на «горном участке» Смоленского кладбища.

## Членство в организациях
Был почетным членом Императорского технического общества, где был председателем первого химического отдела (1877-88) и некоторое время заведовал лабораторией общества и Императорского минералогического общества. Также был действующим членом Русского Химического Общества при Санкт-Петербургском университете и одним из его основателей.

## Вклад в науку
Основные работы посвятил классификации русских каменных углей (1874-76), разработке способов получения соды (1865), исследованию различных руд.
Основной сферой деятельности Лисенко были нефть, продукты её переработки и нефтехимия. Конон Иванович был первым, кто указал на различие составов и свойств российской и американской нефти. Исследовал технологии углубленной переработки отработанной нефти. Внес огромный вклад в развитие теории горения нефтяного топлива. Написал первое на русском языке руководство по технологии нефти («Нефтяное производство», 1878). Совместно с А. Степановым работал над созданием нового поколения керосиновых ламп.
В 1908 году при поддержке Э. Л. Нобеля была утверждена премия имени Лисенко в Горном институте, которая присуждалась до 1917 г.